# 养三站
养三站，位于北京市石景山区广宁街道石景山脚下，是丰沙铁路上的一个小火车站。该站距离北京站35公里，沙城站86公里。

## 简介
1989年，石景山热电厂北侧的丰沙线建起石景山热电厂站，主要任务是接卸电煤。石景山热电厂站后改名为养三站，因位于养马场和三家店之间而得名。该站以电煤运输为主，站内每日通行120对客货列车，但没有客运列车停靠。
本站在关闭前共有12股道，其中I、II股道为丰沙正线，3、4、5、6四股道为站内到发线，7、8、9、10、11、12道为京能电厂运煤专用线。
养三站一直是为京能热电有限公司接卸电煤的车站，但京能石景山热电厂的燃煤机组已于2015年3月19日关闭，且受长安街西延计划影响，丰沙铁路石景山段将新建地下隧道，养三站也将撤销。养三站道岔的拆除工作已于2015年11月13日开始准备，11月16日拆除沙城端（即三家店方向）道岔，24日拆丰台端（养马场方向）道岔，道岔拆除后车站暂时有人值守，但已无列车停靠。
2015年12月18日，养三站关闭车机联控信号。养三站原址已于2017年改为丰沙铁路石景山隧道西出口，该隧道于2017年12月21日启用。
养三站原有的站台后来成为北京冬奥公园景观。

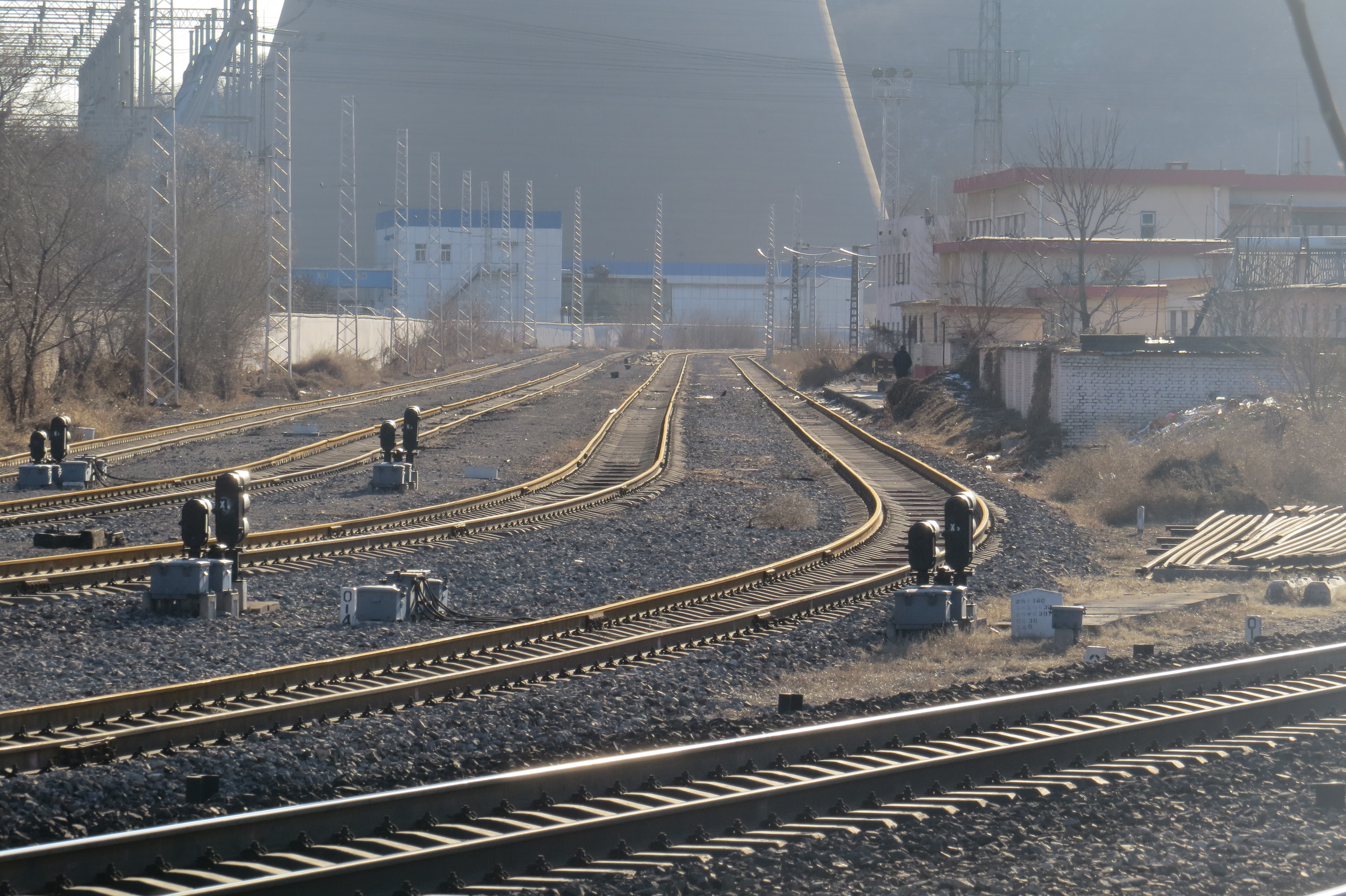
养三站已停用的股道
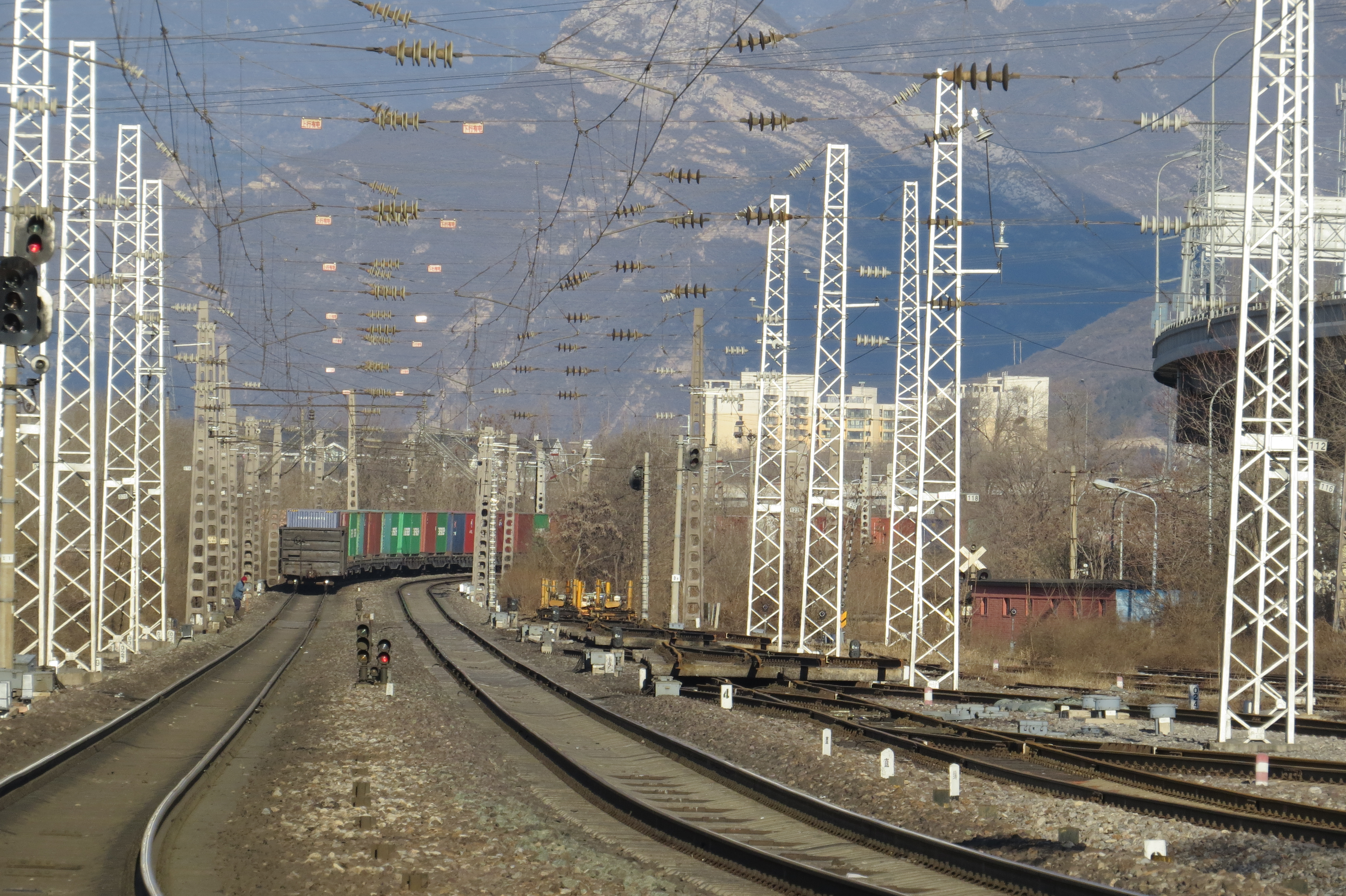
养三站外的正线（三家店方向）
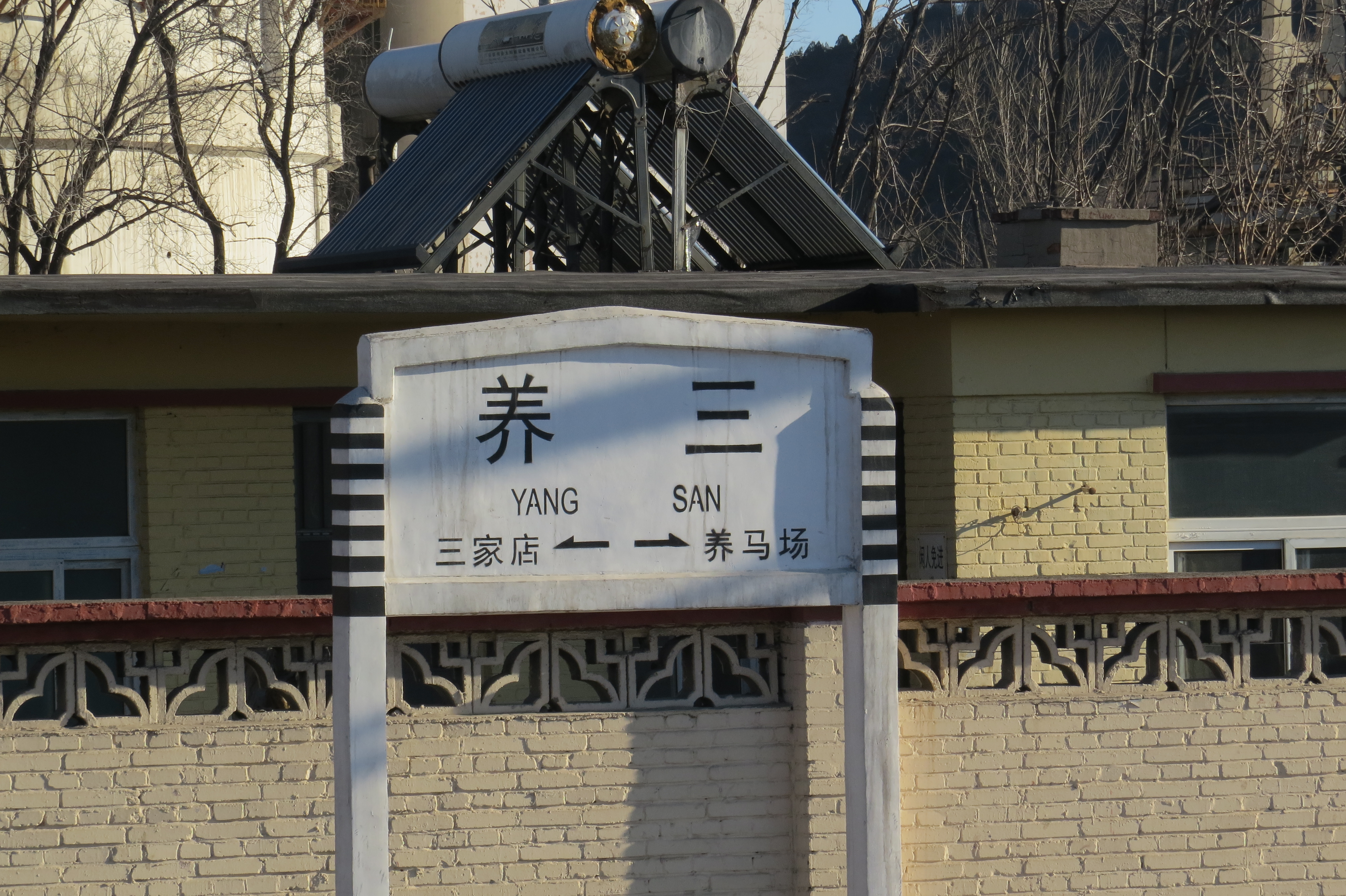
养三站上行站牌
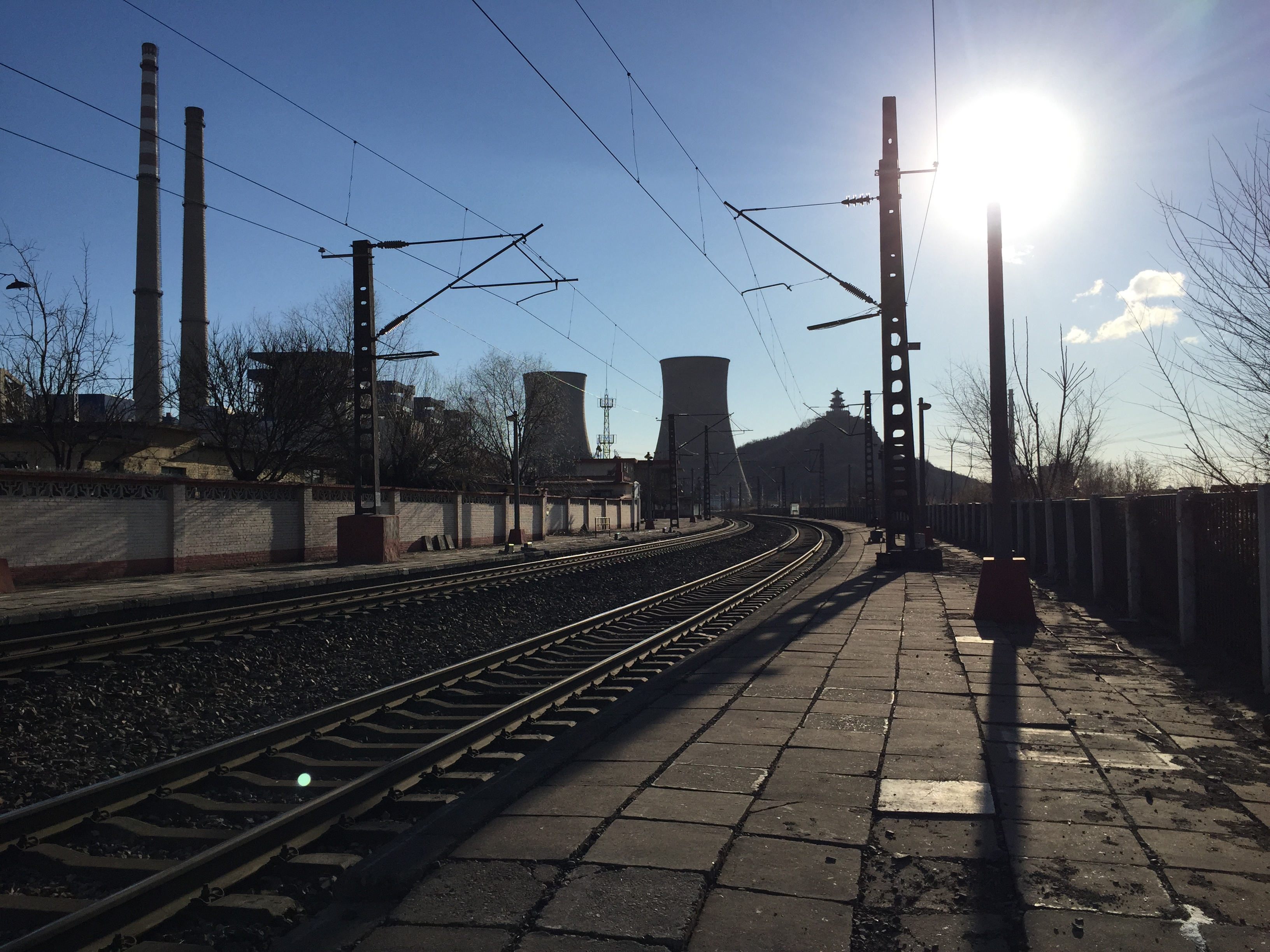
从养三站站台东望
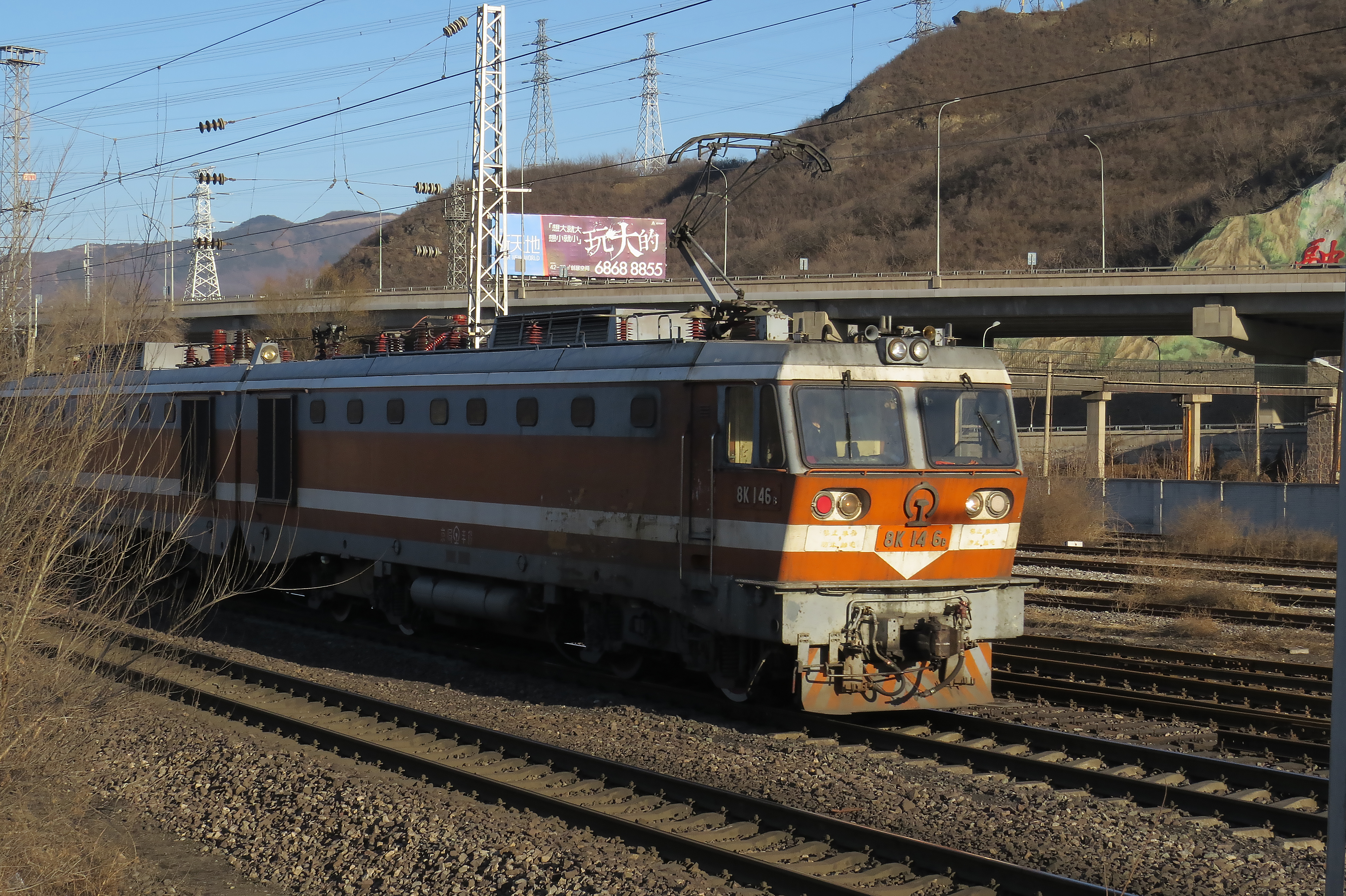
8K型电力机车牵引货运列车驶入养三站，远处高架路为阜石路
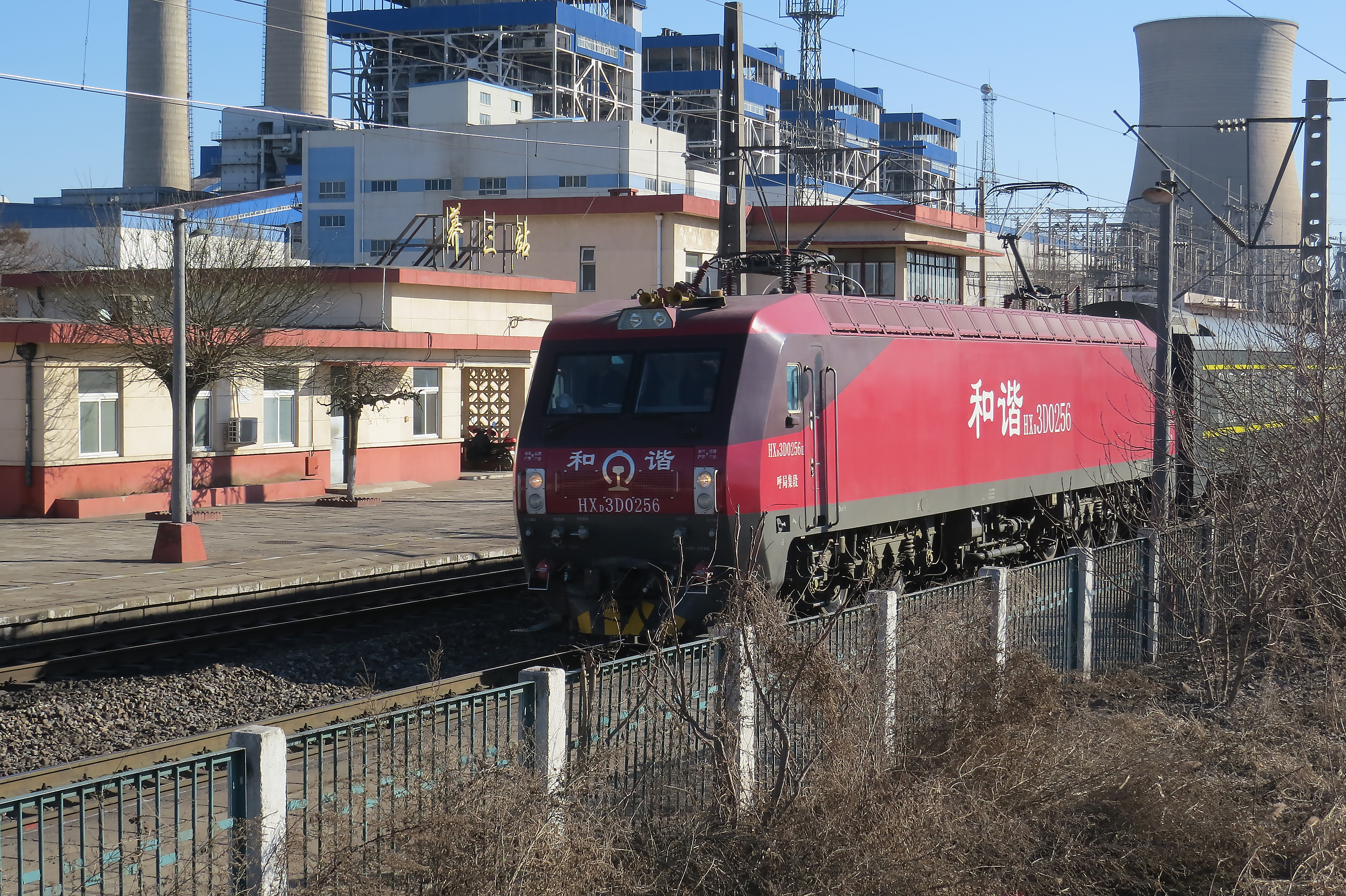
和谐3D型电力机车牵引Z337次旅客列车驶入养三站